# Phebellia clavellariae
Phebellia clavellariae là một loài ruồi trong họ Tachinidae.